# Guillaume II de Nevers
Pour les articles homonymes, voir Guillaume II.
Guillaume II de Nevers, mort le 20 août 1148, est un comte de Nevers, d'Auxerre et de Tonnerre (1099 ou 1100-1147), issu de la Maison de Nevers.

## Numérotation
Guillaume port le numéro [II] en succédant à son grand-père Guillaume Ier de Nevers. Toutefois, il est également numéroté [III] dans la mesure où l'un des fils de Guillaume Ier, Guillaume succède à son frère Renaud II vers 1099/1100,.

## Biographie
Guillaume II de Nevers est le fils de Renaud II, comte de Nevers par délégation de son père Guillaume Ier (1079-1089), et d'Agnès de Beaugency,.
À la mort de son père en 1089, il demeure sous la tutelle de son grand-père Guillaume Ier jusqu'à la mort de celui-ci en 1099 ou 1100.

### Participation aux croisades
La prise de Jérusalem en 1099 enflamme l'Occident. Guillaume II fait partie de la multitude qui décide de se rendre en Terre sainte en renfort. Mais la préparation d'une telle expédition n'est pas une mince affaire ; il prend le départ en 1104 seulement selon Challe, plus vraisemblablement en 1101.

Entre-temps il fait nombre donations, concessions et actes de piété. En septembre 1102 il renonce, pour lui et pour ses successeurs, au droit de main-morte sur les biens de l'évêché à la mort des évêques,.
Il part en compagnie de Eudes Herpin vicomte de Bourges et d'une petite armée de 15 000 hommes suivie d'une grande foule de moines, femmes, enfants et hommes désarmés. Tous embarquent à Brindes pour traverser l'Adriatique puis rejoignent Constantinople à pied. Mais l'accès à la ville leur est interdit et ils repartent deux semaines plus tard. Ils ont appris qu'un corps d'armée de 100 000 hommes, commandé par Eudes Ier duc de Bourgogne, Étienne II comte de Blois, Anselme de Bovisio (en) évêque de Milan et Conrad connétable de l'empire germanique, s'est fait massacrer dans les défilés de Paphlagonie vers l'Anatolie, ainsi que la foule qui les suivait ; mais ils décident malgré tout de prendre le même chemin. Ils partent de Nicomédie vers le solstice d'été.
Se dirigeant vers Iconium, ils passent plusieurs semaines à traverser des étendues déjà ravagées et désertées. Rencontrant alors vers Ereğli une armée turque menée par le sultan d'Iconium, ils sont défaits, puis harcelés par la soif, la faim, la fatigue et la maladie autant que par les Turcs qui font fuir leurs guides et achèvent les traînards jusqu'à Héraclée en août 1101.
Les chevaliers abandonnent les pèlerins et s'enfuient à Germanicopolis en Cilicie. De là ils gagnent Antioche, où ils arrivent en nombre des plus réduits, dépouillés même de l'essentiel et plus morts que vifs. Quelques mois après ils y sont rejoints par les restes d'une troisième armée commandée par Guillaume comte de Poitou, Guillaume évêque de Clermont, Welf duc de Bavière et la comtesse Ida margrave d'Autriche qui ont subi le même sort.

Découragé par ces échecs, Guillaume fait son pèlerinage à Jérusalem, échappe avec beaucoup de chance à la déroute de Ramla en mai 1102, et revient dans ses États en 1104.

### Démêlés avec Hugues de Saint-Vérain
Il trouve son château de Cosne occupé par Hugues le Manceau de Saint-Vérain, ainsi que la ville ; et Hugues a fait main basse sur les revenus de l'évêque. L'évêque Humbaud lui fait rendre le tout à l'aide d'une excommunication par Urbain II.

### Deux fois prisonnier et revanche - Huguesle Manceau
Guillaume II est fait deux fois prisonnier au cours de sa vie.
Expédition contre Thomas de Marle

Ce seigneur est le fils d'Enguerrand Ier de Coucy et d'un caractère frondeur, qui tourne contre lui roi et clergé : il héberge notoirement les assassins de Gaudry évêque de Laon, et harcèle les habitants d'Amiens à qui le roi Louis le Gros a donné une commune, en quoi lesdits habitants d'Amiens sont aussi soutenus par l'évêque d'Amiens Geoffroy. Louis le Gros convoque ses vassaux pour faire plier le rebelle. Guillaume II, s'y rendant, tombe dans une embuscade tendue par Hugues le Manceau sur l'instigation de Thibaut IV de Blois ; Guillaume pris à Avallon (selon la chronique de Vézelay) ou à Ainay (selon Lebeuf), Hugues le Manceau l'amène au château de Blois. Quelques jours plus tard, le 6 décembre 1114, se tient le concile de Beauvais sous l'égide de Conon de Préneste, légat du pape ; Thomas de Marle est dégradé et dépossédé de ses fiefs, et sont excommuniés tous les participants à quelque degré que ce soit à l'agression contre Guillaume II, pour motif de violation de la trêve de Dieu. Le légat du pape envoie la sentence à Yves évêque de Chartres avec mission pour lui de la communiquer à Thibaut de Blois. La réponse de Thibaut de Blois (par le biais de son défenseur Yves) enjoint aux accusateurs de travailler au rétablissement de la paix entre le comte de Blois et le roi Louis le Gros ; c'est un refus, une déclaration de guerre contre le roi et une histoire dans laquelle Guillaume II n'est qu'un pion. D'autant que Thibaut IV de Blois doit être aidé par le roi d'Angleterre Henri Ier Beauclerc, son oncle, pour faire face à Louis le Gros. Henri Beauclerc envoie des troupes à Thibaut de Blois, ce qui ajoute un grief de plus à la liste que tient Louis le Gros envers son alter ego anglais. C'est la guerre de succession de Normandie, qui dure trois longues années pour Guillaume qui en attend l'issue en prison à Blois. Il n'est pas oublié puisqu'au concile de Reims mené en 1119 par Calixte II en personne, Louis le Gros le cite :

« Guillaume, comte de Nevers, homme de bien et ami des lois, bien connu de vous, revenait du siège d'un château qui appartenait à un brigand excommunié, une vraie caverne de voleurs et une fosse du démon. Thibaut l'a arrêté et gardé et le garde prisonnier jusqu'à aujourd'hui. Guillaume revenait de cette guerre pacifiquement et avec mon autorisation quand a commencé pour lui cette captivité qui s'est continuée jusqu'à ce jour dans les prisons du comte Thibaut. C'est en vain qu'une foule de barons a été, à plusieurs reprises, le supplier de ma part de lui rendre la liberté. C'est en vain que toute la terre de Thibaut a été mise en interdit par les évêques. »

— Orderic, Recueil des Histoires de France, t. XII, p. 726.
Ce concile n'apporte pas de solution immédiate pour Guillaume mais la médiation du pape (facilitée par la grosse défaite française à la bataille de Brémule du 20 août 1119) amène un traité de paix signé en 1120 (favorable aux Anglais). Thibaut de Blois relâche Guillaume de Nevers cette année-là, car on trouve ce dernier assistant à la signature d'une charte en faveur de Pontigny le 9 décembre 1120 à Clamecy.
Vengeance ratée contre Hugues le Manceau
Guillaume II garde une profonde rancune contre Hugues le Manceau et, vers 1130, croit avoir trouvé le moyen de l'assouvir. Il s'agit pour lui de revendiquer le château de Cosne que son ennemi a repris, et d'arriver à ses fins pour une histoire de fief non nommé mais qui relève du comte de Blois ; or Guillaume ne fait pas confiance à la partialité du comte et pense que les armes, face à un adversaire moins équipé que lui-même, peuvent résoudre la question sans passer par la cour comtale. Il en appelle à Louis le Gros et à l'évêque d'Autun, et tous trois viennent assiéger Hugues le Manceau dans Cosne et entourent la ville d'un fossé pour mieux l'isoler. Mais ce dernier envoie des émissaires au comte de Blois, qui convoque ses vassaux et arrive à la rescousse, accompagné notamment de Geoffroy V Plantagenêt, comte d'Anjou, et des 440 soldats et chevaliers de ce dernier. Apprenant l'arrivée imminente de ces renforts, Louis le Gros plie sagement bagage ; poussé par sa rancune, Guillaume II reste devant Cosne. Thibaut de Blois et Geoffroy d'Anjou arrivent, Guillaume fait retraite mais trop tard : Geoffroy d'Anjou le capture. Guillaume II de Nevers doit payer une forte rançon pour sa libération. Il est libre en 1131, année où il est témoin d'une donation de l'usage de bois par Hugues le Manceau à l'abbaye de Villegondon que ce dernier vient de fonder entre Cosne et Saint-Vérain.
Guillaume a sa revanche
Louis le Gros se venge ultérieurement du comte Thibaut IV de Blois ; il fait brûler le château de Bonneval, détruire celui de Château-Renard et ruiner celui de Saint-Brisson. C'est peut-être une de ces expéditions qui donne à Guillaume II l'occasion de prendre sa revanche sur Hugues le Manceau : il le fait prisonnier et l'incarcère à Decize, où Hugues meurt en 1139.

### Autres
Ayant à régler de nombreux points conflictuels avec l'évêque d'Auxerre Hugues de Mâcon, entre 1137 et 1145 tous deux acceptent l'arbitrage de saint Bernard.

### Résignation de ses titres, mort
Il donne ses biens à ses enfants en 1147 et entre à la Grande Chartreuse où il termine ses jours en 1147 ou début 1148 (son fils Guillaume III lui succède en 1148).

### Donations, fondations
Vers 1117, il fonde l'hôpital de Panthénor à Clamecy ; cet établissement, légué par Guillaume IV de Nevers à l'église de Bethléem en Palestine, devient le siège du diocèse de Bethléem quand les Sarrasins reprennent Bethléem de Palestine. Il se situe sur la rive droite de l'Yonne, face à Clamecy qui est sur la rive gauche.
En 1134 il est au monastère de Crisenon, où il se joint à Hugues de Montaigu 52e évêque d'Auxerre (1115-1136) et l'abbé de Molesme Ébrard, pour s'accorder sur des litiges concernant le premier état des religieuses de l'abbaye de Jully venues à Crisenon et des biens du monastère de Crisenon. Il est décidé que Molesme cède les terres et bâtiments de Crisenon aux religieuses qui l'habitent, s'en réservant toutefois la direction spirituelle et le droit d'y placer trois ou quatre moines en cas de surpopulation à l'abbaye de Molesme ; et que pour compenser cette cession, Hugues de Montaigu donne à l'abbaye de Molesme l'église Saint-Gervais d'Auxerre. À cette occasion, Ithier III de Toucy, Ermengarde, sa mère, et Étienne, son frère, confirment leurs donations en faveur de Crisenon.
Il contribue avec son épouse en 1144 à la fondation du prieuré Notre-Dame de La Fermeté à La Fermeté (Nièvre).

## Mariage et descendance
Il épouse Adélaïde, avec laquelle il a quatre enfants connus :
- Guillaume III (1110-1161)[3] ;
- Renaud de Nevers († ~1148), mort à Laodicea[3] ;
- Robert de Nevers († apr. 1134)[3] ;
- Anne, mariée à Guillaume VIII d'Auvergne (Guillaume le Vieux)[3].